# 神のいつくしみへの祈りの花束

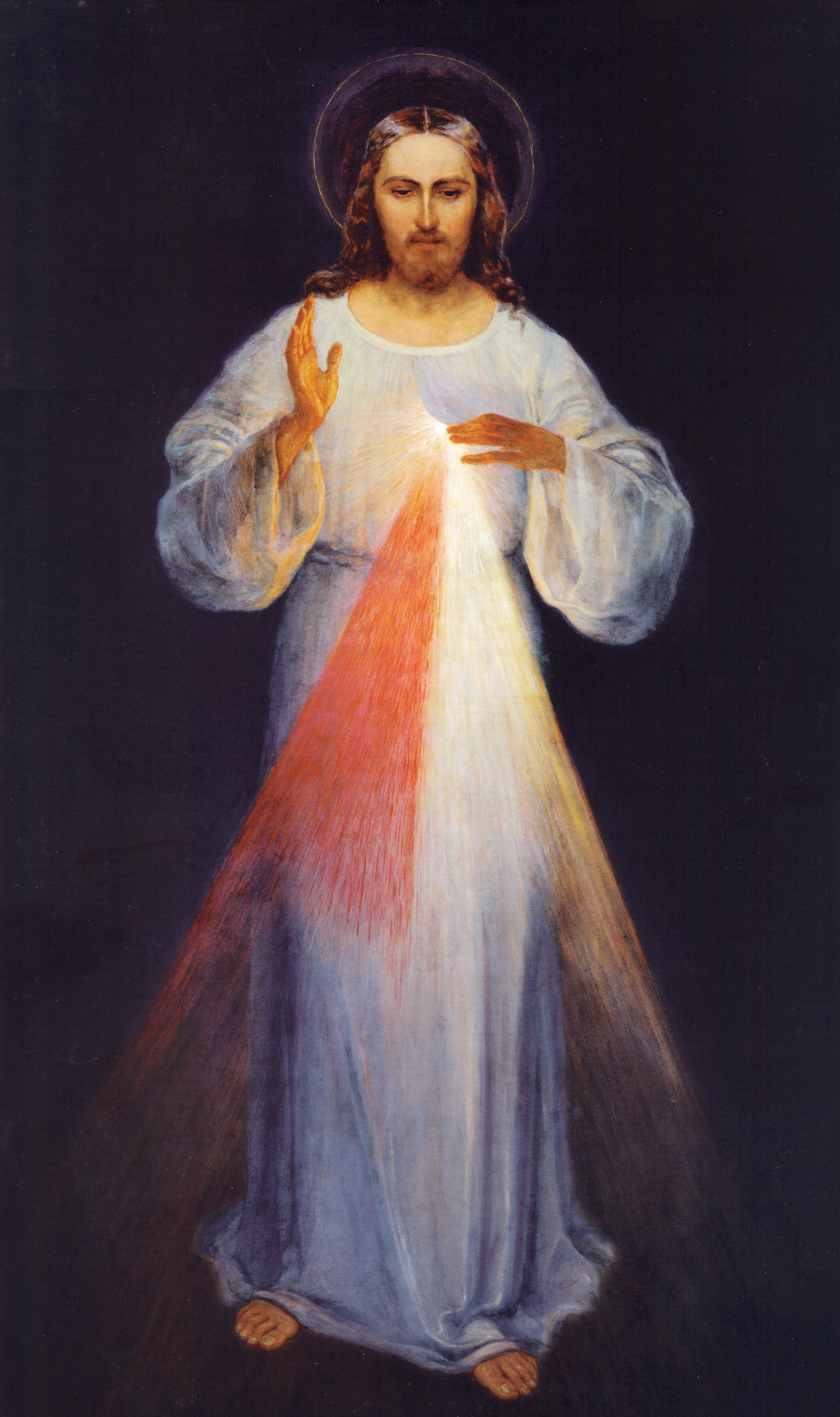
神の慈しみのイメージ画

神のいつくしみへの祈りの花束（かみのいつくしみへのいのりのはなたば）は、聖ファウスティナ・コヴァルスカによって始められたカトリック教会の祈り。神のいつくしみのチャプレット、慈しみのチャプレットとも呼ばれる。「神のいつくしみへの礼拝」と云われる信心業に属する。
チャプレットを用いて祈るのが特徴であるが、ロザリオを用いて祈ることもできる。

## 神のいつくしみのチャプレット（神のいつくしみへの祈りの花束）

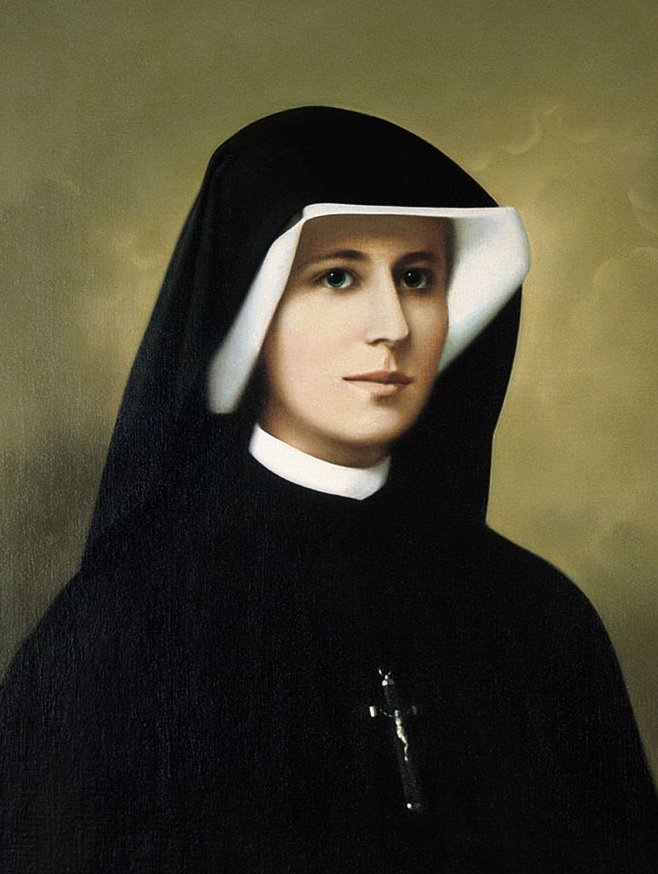
聖ファウスティナ・コヴァルスカ

- 初めに主の祈り、アヴェ・マリアの祈り、信仰宣言を1回ずつ唱える。
- 主の祈りの珠で次の言葉を１回唱える

- アヴェ・マリアの祈りの珠で次の言葉を10回唱える。

- 以上を5連唱えたら、最後に次の言葉を3回唱える

## キリストの約束
ファウスティナはこの信心について、キリストが次のように語ったと日記に記している。